# Непрерывное отношение предпочтения
Непрерывность отношения предпочтения означает, что если потребитель предпочитает набору {\displaystyle y} набор {\displaystyle x}, то он также предпочтёт наборам, близким к {\displaystyle y}, наборы, близкие к {\displaystyle x}.
Непрерывность отношения предпочтения обеспечивает также другие «желательные» свойства предпочтений. В частности для непрерывных неоклассических предпочтений существует непрерывная функция полезности, их представляющая. Если непрерывное отношение предпочтения, являющееся также и монотонным, то классы безразличия будут гиперповерхностями (в случае двух товаров — это кривые безразличия).

## Формальные определения
Непрерывность можно определить несколькими эквивалентными способами.
- Отношение предпочтения {\displaystyle \succeq } называется непрерывным, если для произвольного набора {\displaystyle y\in X} множества {\displaystyle {\big \{}x\in X:x\succeq y{\big \}}} и {\displaystyle {\big \{}z\in X:y\succeq z{\big \}}} являются замкнутыми. Первое множество содержит все наборы, которые слабо преобладают над {\displaystyle y} (то есть не хуже {\displaystyle y}), во втором множестве все наборы такие, что {\displaystyle y} слабо преобладает над ними (то есть они не лучше {\displaystyle y}).

- Отношение предпочтения {\displaystyle \succeq } называется непрерывным, если для любых сходящихся последовательностей наборов {\displaystyle x_{n}} и {\displaystyle y_{n}}, таких что {\displaystyle x_{n}\succeq y_{n}} выполнено также и {\displaystyle x\succeq y}, где x и y — пределы этих последовательностей.

Для неоклассических предпочтений непрерывность нестрогого предпочтения может быть определена одним из следующих эквивалентных свойств строгого предпочтения {\displaystyle \succ }:
- Множество {\displaystyle {\big \{}x\in X:x\succ y{\big \}}} наборов, лучших {\displaystyle y}, и множество {\displaystyle {\big \{}z\in X:y\succ z{\big \}}} наборов, худших {\displaystyle y}, должны быть открытыми

- Если {\displaystyle x\succ y}, то существуют окрестности {\displaystyle V_{x}} и {\displaystyle V_{y}}, такие, что для любых {\displaystyle a\in V_{x}} и {\displaystyle b\in V_{y}} выполнено {\displaystyle a\succ b}

Поскольку открытые множества не содержат своих предельных точек, то помимо множества лучших и множества худших, чем {\displaystyle y} наборов, должно быть ещё множество наборов, которые являются безразличными по отношению {\displaystyle y} и разделяют первые два множества. Таким образом, из непрерывности следует, что перемещаясь от худшего произвольно выбранного набора {\displaystyle y} до лучшего {\displaystyle y}, по дороге всегда наткнёмся на набор, безразличный по отношению к {\displaystyle y}.
Классическим примером отношения предпочтения, не являющегося непрерывным, служит лексикографическое отношение предпочтения.